# Magyar Könyvtárosok Egyesülete
A Magyar Könyvtárosok Egyesülete (MKE) az 1935-ben megalakult Magyar Könyvtárosok és Levéltárosok Egyesülete történeti utódja.

## Az egyesület székhelye
Budapest,I. Budavári Palota F. épület 439. ajtó 

## Az egyesület törvényi alapja
Az 1989. évi II. (másként: egyesületi) törvény.

## Az egyesület célja
A magyar könyvtárosok és szakirodalmi tájékoztatást végzők önkéntes munkájának összefogása az alábbi témákban:
- a könyvtárpolitika és a szakirodalmi információs politika alakítása,
- szakmai érdekképviselet,
- tagok szakmai fejlesztése,
- szakmai munka koordinálása,
- könyvtári ellátás fejlesztése,
- belföldi és külföldi szakmai és társszervezetek kapcsolatainak fejlesztése.

## Az egyesület speciális közhasznúságú tevékenysége
A közhasznúsági törvény  (1997. évi CLVI. tv.) 26. §-ában megfogalmazottakból az alábbi feladatokat látja el az egyesület:
- tudományos tevékenység, kutatás;
- nevelés és oktatás, képességfejlesztés, ismeretterjesztés;
- kulturális tevékenység;
- a kulturális örökség megóvása;
- a hátrányos helyzetű csoportok társadalmi esélyegyenlőségének elősegítése;
- a magyarországi nemzeti és etnikai kisebbségekkel, valamint a határon túli magyarsággal kapcsolatos tevékenység.

Az egyesület céljai és meghatározott feladatai érdekében konferenciákat, tájékoztató előadásokat, szakmai összejöveteleket
szervez.

## Szervezeti forma
Az egyesület a könyvtári hálózatot tekintve alapnak az alábbi szervezeti formákban működik:
- területi szervezet, amely konkrét közigazgatási egységhez, illetve földrajzi térséghez kapcsolódó illetékességgel bír;
- szakterületi szervezet (szekció), amely a könyvtártudomány szempontjai szerinti tagozódást követi.

Az előbbi szervezeti formák keretében bevonhatják a munkába az iskolai könyvtárakat is. Ezek fontosságát kiemeli a közoktatásról szóló 1993. évi LXXIX. törvény 53. §-ának (6) bekezdése, mint a képesség fejlesztés egyik eszközét.

## Tisztségviselői
- Elnök: Gerencsér Judit
- Főtitkár: Istók Anna
- Alelnökök:
  - Gaálné Kalydy Dóra
  - Villám Judit
- Elnökségi tagok:
  - Eszenyiné dr. Borbély Mária
  - Haszonné Kiss Katalin
  - Kiss Gábor
  - Oros Sándor
  - Péterfi Rita
- Elnökségi póttagok:
  - Sándor Viktória
  - Baráthné Molnár Mónika
- Ellenőrző Bizottság elnöke: Dr. Aczél-Partos Adrienn
- Ellenőrző Bizottság tagjai:
  - Kührner Éva
  - Nuridsány Judit
  - Magdics Erika
  - Senkei-Kis Zoltán
- Tanács elnöke: Kukkonka Judit

- Elnök: Barátné Hajdu Ágnes
- Főtitkár: Gerencsér Judit
- Alelnökök:
  - Kiss Gábor
  - Redl Károly
- Elnökségi tagok:
  - Eszenyiné Borbély Mária
  - Fehér Miklós
  - Oros Sándor
  - Rózsa Dávid
  - Szóllás Péter
- Elnökségi póttagok: 
  - Venyigéné Makrányi Margit
  - Haszonné Kiss Katalin
- Ellenőrző Bizottság elnöke: Amberg Eszter
- Ellenőrző Bizottság tagjai: 
  - Hangodi Ágnes
  - Nuridsány Judit
  - Pogány György
  - Fülöp Attiláné
- Ellenőrző Bizottság póttagja: Magdics Erika

## Külső hivatkozások
- Az MKE honlapja
- 1993. évi LXXIX. törvény a közoktatásról
- 2011. évi CXC. törvény a nemzeti köznevelésről 27. fejezet A gyermekek, a tanulók kötelességei és jogai, a tankötelezettség„(6) A tanuló joga különösen, hogy ...c) igénybe vegye az iskolában és kollégiumban rendelkezésre álló eszközöket, az iskola és kollégium létesítményeit és az iskolai, kollégiumi könyvtári szolgáltatást, ...”